# 浦上敏臣
浦上 敏臣（うらかみ としおみ、1935年10月9日 - ）は、日本の経営者。住友生命保険社長、会長を務めた。広島県出身。

## 経歴
1959年に京都大学経済学部を卒業し、同年に住友生命保険に入社。
1983年7月に取締役に就任し、常務、専務を経て、1992年6月に社長に就任。1997年6月会長に就任し、2001年7月に相談役を経て、2004年7月には非常勤顧問に退いた。社長時代にはバブル崩壊後の不良債権処理に当たった。
2001年11月に藍綬褒章を受章。